# Habranthus albispiritus
Habranthus albispiritus är en amaryllisväxtart som beskrevs av Pierfelice Ravenna. Habranthus albispiritus ingår i släktet Habranthus och familjen amaryllisväxter. Inga underarter finns listade i Catalogue of Life.